# Misery (chanson d'Indra)
Pour les articles homonymes, voir Misery.
Singles de Indra
Let's Go Crazy
(1991) Temptation
(1991)
Misery est une chanson pop/dance de la chanteuse Indra et le deuxième extrait de son premier album Temptation. Après le succès de Let's Go Crazy, Indra frappe encore plus fort avec Misery. Le titre grimpe jusqu'à la septième place du top 50 français et restera plusieurs fois no 1 au Hit Club.